# Возвращение высокого блондина
«Возвраще́ние высо́кого блонди́на» (фр. Le Retour du grand blond) — шпионская кинокомедия Ива Робера с Пьером Ришаром. Продолжение фильма «Высокий блондин в чёрном ботинке». Второй фильм, снятый по сценарию Франсиса Вебера, в котором присутствует персонаж Франсуа Перрен.

## Сюжет
Три месяца прошло с момента истории с участием скромного скрипача Франсуа Перрена (Пьер Ришар) и сотрудников контрразведки. Тем не менее шпионские игры продолжаются. Новый министр внутренних дел, ранее бывший министром сельского хозяйства Франции, нашёл досье на Высокого блондина, заведённое Бернаром Миланом. Следуя подсказке капитана Камбрэ, подозревающего Тулуза в фарсе с высоким блондином и убийстве Милана, он приказывает полковнику Тулузу представить ему «суперагента», указывая на то, что ровно через неделю Блондин выступает на концерте в Париже. Тулуз в смятении придумывает историю о том, что Блондин совсем недавно погиб при выполнении спецоперации в тропиках, но министр требует привезти тело на родину для захоронения с почестями.
Полковник посылает своих людей в Рио-де-Жанейро, где Перрен живёт вместе с Кристин, чтобы убить его, чему очень противится Перраш, чувствуя свою вину. Однако блондин снова уходит от выстрелов и взрывов, ни о чём не подозревая. Назойливый капитан Камбрэ идёт по пятам полковника и его помощника Перраша. Он не только находит свидетеля перестрелки в квартире Перрена (Мориса), но и узнаёт о «похоронах» блондина. Поняв свой промах, Тулуз со своими агентами похищает Кристин, а сам отправляется к Блондину, который теперь вынужден выполнять его требования — приехать в Париж и разыграть из себя суперагента перед министром, что убедило бы его прекратить расследование убийства Милана. По указке Камбрэ министр намеревается послать «суперагента» на важное и очень опасное задание. Тулуз же планирует избавиться от блондина, после того, как он сыграет свою роль, так как теперь тот «слишком много знает». На помощь Перрену приходит его друг Морис вместе с капитаном Камбрэ.
Собрав постыдное досье на полковника Тулуза (родители хотели девочку и долгое время одевали того в женскую одежду, за что Тулуз получил в школе прозвище «пупсенька»), Камбрэ пытается убедить Блондина открыто выступить против Тулуза, но тот, зная в какой опасности находится Кристин, отказывается. Однако настойчивость капитана приносит свои плоды. Открыто не доверяя тому, что Перрен — суперагент, капитан вместе с Морисом отправляются на «секретное задание», которое на самом деле является спектаклем, разыгрываемым людьми Тулуза. В рамках этого спектакля Перрен вступает в разыгрываемую перестрелку, в которой «доказывает» свой класс суперагента, в то время как Тулуз подстраивает события так, что Камбрэ, жутко боящийся крови и мёртвых, сам «убивает» человека. В итоге, неосторожно обращаясь с пистолетом Перрена, Морис и капитан всё же обнаруживают, что его пистолет был заряжен холостыми. Морис убеждается в том, что выступление на стороне Камбрэ необходимо, если он хочет, чтобы Перрен выжил. В это время сам Блондин, избавившись от друзей, неожиданно путается в программе «секретного задания» и уходит от убийц Тулуза, поджидающих его в условленном месте.
Договорившись обо всём, Морис приходит в дом к Франсуа и заставляет его имитировать занятие любовью с его женой Полетт. Пришедшая домой к Перрену Кристин застаёт того в постели с Полетт, после чего выбегает на улицу, где её уже ожидают Морис и Камбрэ. Сцену ревности в квартире Перрена видят также Тулуз и Перраш. Перраш скрепя сердце приказывает своим людям убрать Блондина во время концерта, на который отправляются не только люди Тулуза, но также и Камбрэ вместе с министром. Капитан сразу направляется к полковнику, предупреждая его о том, что убийство Блондина на концерте приведёт того в тюрьму. Перраш в который раз останавливает уже готовых убийц, но неожиданно появляется Кристин, которая из ревности «убивает» Блондина из пистолета. Тулуз, поняв, что он попал в ловушку, выскакивает на сцену, выхватывает у Кристин пистолет с холостыми патронами и начинает из него стрелять в Камбрэ. «Оживший» Блондин поднимает полковника на смех, указывая на холостые патроны. Тулуз, желая побыстрее уйти со сцены, всем нарочито аплодирует, после чего «стреляется» из револьвера Перраша, в котором также лишь холостые патроны. Показав всем «смерть» Тулуза, Тулуз и Перраш радостно «удирают в Орли». Высокий Блондин же, решив воздать по заслугам всем, также отвешивает хороший удар Камбрэ, который был готов пожертвовать Блондином ради изобличения Тулуза, а после этого завершает столь необычный концерт. Новый же министр говорит о том, что попросит «вернуть его в сельское хозяйство».

## В ролях
- Пьер Ришар — Франсуа Перрен
- Мирей Дарк — Кристин
- Жан Рошфор — полковник Луи Тулуз, начальник французской контрразведки
- Поль Ле Персон — Перраш
- Жан Карме — Морис Лефевр
- Колетт Кастель — Полетт, жена Мориса
- Жан Буиз — Министр
- Анри Гибе — «Граф», человек Тулуза
- Мишель Дюшоссуа — капитан Гастон Камбрэ